# ヒストン脱アセチル化酵素
ヒストン脱アセチル化酵素（ヒストンだつアセチルかこうそ；Histone Deacetylase（HDAC）；EC 3.5.1）とはクロマチン構造において主要な構成因子であるヒストンの脱アセチル化を行う酵素である。遺伝子の転写制御において重要な役割を果たしている。ヒトでは、現在HDAC1–11、SirT1–7の18種類が同定されている。種により同定されるHDACは異なる。

## 概要
遺伝子の発現は遺伝子の塩基配列によるもの以外にDNAあるいはヒストンに対する後付けの修飾により制御される場合がある（エピジェネティックな制御）。ヒストンはDNAが巻きついているコアヒストン（H2A、H2B、H3、H4）とDNAのリンカー部分に結合しているリンカーヒストン（H1）に大別される。コアヒストンのアセチル化はエピジェネティックな遺伝子の制御において重要な役割を担っている。
ヒストンはそのアミノ酸配列中にリジンやアルギニンなどの塩基性アミノ酸を多く含むため通常陽性に荷電しており、陰性に荷電しているDNAとの結合が容易である。細胞内のヒストンアセチル基転移酵素（英：Histone Acetyl Transferase、HAT）により行われるヒストンアセチル化はヒストン中の特定のリジン残基のアミノ基（-NH2）をアミド（-NHCOCH3）に変換することにより電荷を中和してしまうため、結果としてヒストン-DNA間の結合を部分的に弱める。このことはヒストンに対するDNAの巻きつきが弱くなることを意味し、隣り合ったヒストン-DNA複合体（ヌクレオソーム）同士をつないでいるDNA鎖（リンカーDNA）に対して転写因子やRNAポリメラーゼがより結合しやすい状態になる。ヒストン脱アセチル化とはこのアセチル化された部位を加水分解により除去し、元のアミノ基に戻すことによりヒストンへのDNAの巻きつきを強めて転写を抑制する反応であり、ヒストンアセチル化とは逆の機構である。ヒストン脱アセチル化反応はHDACにより行われる。
ヒストンでは、N末端のリシン残基がアセチル化、脱アセチル化され、これが遺伝子発現の制御に関わっている。ヒストンが多数アセチル化されている染色体領域は、遺伝子の転写が活発に行われており、ヒストンのアセチル化は遺伝子発現を活性化させ、脱アセチル化は遺伝子の発現を抑制していると考えられている。
ヒストンは上記で述べたアセチル化の他にもリン酸化やメチル化による制御を受ける。HDACは細胞内情報伝達（Notchシグナリング等）や細胞周期の制御にも関与している。特に近年、HDACは癌治療の標的分子として注目されている。

## 分類
HDACは配列の相同性や局在などにより4つのクラスに分類される。ヒトHDACは3つのクラスの酵素群からなるファミリーを形成する。クラスI、IIに属するHDACは、いずれも亜鉛を活性中心に持つ加水分解酵素であると考えられ、クラスIIIは酵母のSir2と相同性を持つ一群の酵素であり、アセチルリジンのアセチル基をNADのリボースに転移させる酵素である。クラスIは主に核に局在し、クラスIIは核と細胞質に局在する。クラスIはヒストンや転写因子の脱アセチル化に関与し、増殖制御やがん化に密接に関わる。HDAC4、5は骨格筋、HDAC7はT細胞、HDAC9は心筋の増殖と分化に関与する。
| 分類       | 出芽酵母 | 分裂酵母 | ヒト   |
| クラス I   | Rpd3     | Clr6     | HDAC1  |
| クラス I   | Rpd3     | Clr6     | HDAC2  |
| クラス I   | Rpd3     | Clr6     | HDAC3  |
| クラス I   | Rpd3     | Clr6     | HDAC8  |
| クラス II  | Hda1     | Clr3     | HDAC4  |
| クラス II  | Hda1     | Clr3     | HDAC5  |
| クラス II  | Hda1     | Clr3     | HDAC6  |
| クラス II  | Hda1     | Clr3     | HDAC7  |
| クラス II  | Hda1     | Clr3     | HDAC9  |
| クラス II  | Hda1     | Clr3     | HDAC10 |
| クラス III | Sir2     | Sir2     | SirT1  |
| クラス III | Sir2     | Sir2     | SirT2  |
| クラス III | Sir2     | Sir2     | SirT3  |
| クラス III | Sir2     | Sir2     | SirT4  |
| クラス III | Sir2     | Sir2     | SirT5  |
| クラス III | Sir2     | Sir2     | SirT6  |
| クラス III | Sir2     | Sir2     | SirT7  |
| クラス IV  | -        | -        | HDAC11 |

## HDAC阻害薬

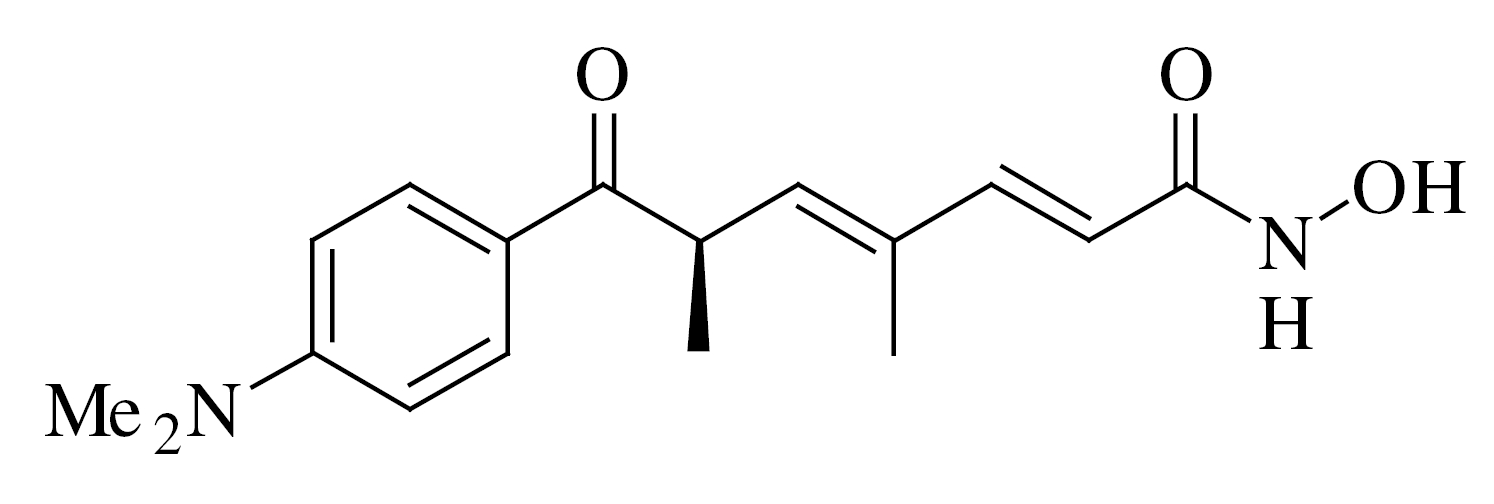
トリコスタチンAの化学構造。

HDAC阻害剤は、HATに影響を与えずにHDACのみを阻害する。エピジェネティックに作用する薬剤である。HDAC阻害剤はヒストンのアセチル化亢進を介してクロマチン構造を弛緩させ、発現抑制された遺伝子の発現を促進させる。
- トリコスタチンA（TrichostatinA、TSA）
- 酪酸（n-Butyrate）
- アピシジン（Apicidin）
- バルプロ酸（valproic acid）
- OBP-801（開発中）
- ボリノスタット（Vorinostat）
- ツバスタチンA(TubastatinA、TubA)
- ロミデプシン(romidepsin)
- トラポキシン(Trapoxin、TPX)
- パノビノスタット(Panobinostat)

## 参考図書
- 牛島俊和、眞貝洋一編集『エピジェネティックスキーワード事典』羊土社、2013年。